# Kingston near Lewes
Kingston near Lewes är en ort och civil parish i Storbritannien.   Den ligger i grevskapet East Sussex och riksdelen England, i den södra delen av landet, 70 km söder om huvudstaden London. Kingston near Lewes ligger 26 meter över havet och antalet invånare är 843.
Terrängen runt Kingston near Lewes är platt åt sydost, men åt nordväst är den kuperad. Runt Kingston near Lewes är det tätbefolkat, med 319 invånare per kvadratkilometer. Närmaste större samhälle är Brighton, 8,9 km väster om Kingston near Lewes. Trakten runt Kingston near Lewes består till största delen av jordbruksmark.